# Allium anacoleum
Allium anacoleum är en amaryllisväxtart som beskrevs av Hand.-mazz. Allium anacoleum ingår i släktet lökar, och familjen amaryllisväxter. Inga underarter finns listade i Catalogue of Life.